# Медовая Поляна
Медовая Поляна (бел. Мядовая Паляна) — хутор в составе Добровского сельсовета Горецкого района Могилёвской области Республики Беларусь.

На хуторе расположено КХФ «Доброе» Крушева Александра Викторовича.